# Autor implícito
El sujeto implícito es un tipo de perspectiva literaria. Es una especie de narración en la que la perspectiva del autor se deduce del texto de la obra. También se lo puede llamar autor implicado.
El autor implícito de una obra literaria es el autor textualizado, es decir, la imagen del autor que proyecta una obra determinada, o la que se trasluce a través de la lectura de la obra, a partir de sus juicios intelectuales, éticos, posicionamientos frente a los personajes y acciones, construcción de la trama, presuposiciones que deducimos del texto, etc. El concepto lo difundió Wayne Booth, en The Rhetoric of Fiction (1961) pero como veremos algo apunta al respecto Hegel, un siglo y medio antes, amén de otros autores. 
En estos párrafos introduce Booth a este "segundo yo" o versión textual del autor, en el capítulo 3 de The Rhetoric of Fiction:

El autor cuando escribe debería ser como el lector ideal descrito por Hume en The Standard of Taste, que, para reducir las distorsiones producidas por el prejuicio, se considera como un "hombre en general" y olvida, si es posible, su "ser individual" y sus "circunstancias peculiares".
Ponerlo de este modo, sin embargo, es subestimar la importancia de la individualidad del autor. Al escribir, no crea simplemente un 'hombre en general' ideal, impersonal, sino una versión implícita de 'sí mismo' que es diferente de los autores implícitos que encontramos en las obras de otros hombres. A algunos novelistas les ha parecido, de hecho, que estaban descubriéndose o creándose a sí mismos mientras escribían. Como dice Jessamyn West, a veces es 'solo escribiendo la historia como el novelista puede descubrir—no su historia, sino su escritor, el escriba oficial, por así decirlo, para esa narración'. Ya sea que llamemos a este autor implícito un 'escriba oficial' o adoptemos el término recientemente revivido por Kathleen Tillotson—el 'segundo yo' del autor—está claro que la imagen que el lector obtiene de esta presencia es uno de los efectos más importantes del autor.  Por impersonal que intente ser, su lector inevitablemente construirá una imagen del escriba oficial que escribe de esta manera—y naturalmente ese escriba oficial nunca será neutral hacia todos los valores. Nuestras reacciones a sus diversos compromisos, secretos o explícitos, ayudarán a determinar nuestra respuesta a la obra. El papel del lector en esta relación debo reservarlo para el capítulo v. Nuestro problema actual es la intrincada relación entre el llamado autor real con sus varias versiones oficiales de sí mismo." (70-71)

En una nota remite Booth al concepto de Kathleen Tillotson, en El relato y el narrador (The Tale and the Teller, Londres, 1959), que a su vez tomó el concepto de Edward Dowden:

"Escribiendo sobre George Eliot en 1877, Dowden dijo que la forma que más persiste en la mente después de leer sus novelas no es ninguno de los personajes, sino 'alguien que, si no es la auténtica George Eliot, es ese segundo yo que escribe sus libros, y vive y habla a través de ellos'. El 'segundo yo', continúa, es 'más sustancial que ninguna mera personalidad humana', y tiene 'menos reservas'; mientras que 'tras él, acecha muy satisfecho el verdadero yo histórico, a salvo de observaciones y críticas impertinentes'". (Tillotson, pág. 22). 
De hecho, en este caso la oposición entre autor real (Marian Evans) y autor implícito (George Eliot) está particularmente clara—aunque como sugería Booth habrá diferentes George Eliots en cada novela de Marian Evans, y sin duda también distintas Marian Evans. También remite Booth en otro punto (p. 151) al artículo de Patrick Cruttwell "Makers and Persons" (Hudson Review 12, 1959-60, 487-507) que analiza complejas relaciones entre los autores reales y las personalidades que proyectan al escribir. Continúa así Booth: 

Debemos decir sus varias versiones, porque independientemente de lo sincero que pueda intentar ser un autor, sus diferentes obras implicarán diferentes versiones, diferentes combinaciones ideales de normas. Igual que las cartas personales de uno implican diferentes versiones de uno mismo, según las diferentes relaciones con cada corresponsal y el propósito de cada carta, de la misma manera el escritor se presenta con un aire distinto dependiendo de las necesidades de obras específicas. 
Estas diferencias son muy evidentes cuando al segundo yo se le da un papel explícito, un papel de hablante en la historia. Cuando Fielding comenta, nos proporciona evidencia explícita de un proceso de modificación de una obra a otra; no hay emerge una única versión de Fielding de la lectura de la satírica Jonathan Wild, de las dos grandes "épicas cómicas en prosa", Joseph Andrews y Tom Jones, y de ese problemático híbrido, Amelia. Hay muchas similitudes entre ellos, naturalmente; todos los autores implícitos valoran la benevolencia y la generosidad; todos ellos deploran la brutalidad egoísta. En estos y otros muchos particulares son indistinguibles de la mayoría de los autores implícitos de la mayor parte de las obras significativas hasta nuestro propio siglo. Pero cuando descendemos de este nivel de generalidad para examinar la ordenación particular de valores en cada novela, encontramos gran variedad. El autor de Jonathan Wild está por implicación muy preocupado por los asuntos públicos y con los efectos de la ambición descontrolada en los 'grandes hombres' que llegan al poder en el mundo. Si tuviésemos solo ésta novela de Fielding, inferiríamos de ella que en su vida real estaba mucho más obsesivamente centrado en su papel de magistrado y de reformador de la moral pública, más de lo que hace pensar el autor de Joseph Andrews o de Tom Jones—por no decir nada de Shamela (¡qué inferiríamos sobre Fielding si nunca hubiese escrito otra cosa que Shamela!). Por ota parte, el autor que nos saluda en la página uno de Amelia no tiene nada de ese aire bromista combinado con una magnífica despreocupación que encontramos desde el principio en Joseph Andrews y Tom Jones. Supongamos que Fielding no hubiese escrito nunca otra cosa que Amelia, llena como está del tipo de comentario que encontramos al principio:

Los diversos accidentes que acontecen a una muy excelente pareja, después de su unión en el estado matrimonial, serán el asunto de la historia que sigue. Las penalidades que hubieron de vadear fueron algunas de ellas tan exquisitas, y los incidentes a que dieron lugar tan extraordinarios, que parecieron requerir no solo la más extremada malicia, sino la más extremada invención, que jamás la superstición haya atribuido a la Fortuna: aunque, si acaso algún ser de esa naturaleza se interfirió en el asunto, o incluso si de hecho existe algún ser tal en el universo, es una cuestión que en absoluto pretendo resolver de modo afirmativo.
¿Podríamos acaso inferir de esto al Fielding de las obras anteriores? Aunque el autor de Amelia todavía puede permitirse chistes e ironías ocasionalmente, su aire general de solemnidad sentenciosa está estrictamente a tono con los efectos muy especiales que son propios de la obra en su conjunto. Nuestra imagen de él se construye, claro, solo en parte por el comentario explícito del narrador; se deriva todavía más a partir del tipo de relato que elige contar. Pero el comentario hace explícita para nosotros una relación que se halla presente en toda narrativa de ficción, aunque pueda pasarse por alto en la narrativa de ficción sin comentario.
Es un hecho curioso que no tenemos términos para designar ni este 'segundo yo' creado ni la relación que establecemos con él. Ninguno de nuestros términos para varios aspectos del narrador es adecuado del todo. 'Persona', 'máscara', y 'narrador' se usan a veces, pero más comúnmente se refieren al hablante de la obra que es después de todo solo uno de los elementos creados por el autor implícito y que puede estar separado de él por amplias ironías. 'Narrador' normalmente se interpreta como el 'yo' de una obra, pero el 'yo' rara vez o nunca coincide con la imagen implícita del artista." (71-73).
A continuación Booth explica que con el término "autor implícito" pretende incluir cuestiones tan amplias como el "estilo" o "técnica" (en el sentido más comprensivo) de una obra. "Convención" quizá también le sirviese: pues la discusión del autor implícito, a veces artificialmente aislada de estas cuestiones de roles discursivos, convenciones comunicativas, y convenciones genéricas, a veces se ha convertido en objeto de abstrusas disputas narratológicas—cuando el término de Booth es más amplio e intuitivo y por supuesto trasciende a la narratología: se refiere al discurso literario en general como un discurso que permite la expresión personal, pero dentro de ciertas convenciones. Sería útil, por tanto, entroncar la discusión sobre el autor implícito con parámetros de articulación de la subjetividad más amplios, como son los roles sociales estudiados por la sociología interaccional de Erving Goffman y otros. (Ver por ejemplo su concepción dramatúrgica de las relaciones sociales en La presentación del yo en la vida cotidiana). Por otra parte, en la discusión de la poesía lírica la cuestión de la autoría se plantea de otra manera que en la ficción narrativa, y es útil relacionarlas y ver su terreno común. El poeta que habla en los poemas no hace propiamente ficción—y sin embargo asume una voz especial, a la vez convencional y construida, pero personal dentro de esa convención, lo que llamamos propiamente "el poeta", frente al autor que se presenta en otros contextos, hablando en la radio o conversando mientras firma libros. De esta distancia entre el hombre de los contextos cotidianos y el hombre que habla en verso se es muy consciente de modo intuitivo—hasta tal punto que de ahí deriva en parte la noción popular de que la poesía "es artificial" o que los poetas "mienten" o que dicen cosas "poéticas". En suma, la distinción entre el autor que gestiona los aledaños su oficio literario, o va a al supermercado, o es tío de alguien, etc., y el autor que habla en la obra, es muy intuitiva y bien conocida para la gente con un mínimo de reflexión. Es extraño quizá como dice Booth que no haya un término separado, pero precisamente esa continuidad que hay en común entre el rol de autor y otros roles discursivos o interaccionales evita que fragmentemos a una persona demasiado estrictamente entre "autor implícito" y "autor físico"—también es autor implícito, solo que en otros géneros discursivos, de sus instancias a las autoridades, o de albaranes, telegramas y listas de la compra.
En ese sentido, la discusión sobre el autor implícito se difumina y se remonta a los orígenes de la crítica literaria—por ejemplo al diálogo platónico Ion, en el que el rapsoda Ion habla evidentemente de manera distinta cuando recita y cuando dialoga con Sócrates, y adopta de hecho otra personalidad: es poseído por las musas, cuando recita sus poemas, y está fuera de sí (es decir, fuera de su yo cotidiano). Es decir, gran parte de la conversación crítica sobre convenciones, estilo, el ser propio de la poesía, el lenguaje del poeta, etc., es a un determinado nivel, ya, una conversación sobre el autor implícito, avant la lettre. Lo que hace Booth, siguiendo a Dowden, Tillotson y otros es explicitar esa dimensión del discurso literario, delimitar el concepto de modo útil y clarificador. 
Pero quería terminar con una teorización temprana del autor implícito en tanto que sujeto textual, tal como la fórmula de modo magistral Hegel en La Fenomenología del Espíritu. Ciento cincuenta años antes de Booth—aunque no está el concepto tan claramente delimitado, pues no se refiere específicamente a la literatura, y de hecho adolece de cierta vaguedad (cierta vaguedad podría ser una manera político-filosóficamente correcta de referirnos al nebuloso estilo de especulación abstracta de Hegel en la Fenomenología en su conjunto).  En un punto está hablando de la intervención en la arena pública, —lo que podríamos llamar la actuación discursiva del sujeto en la esfera política, y de cómo en una determinada fase de la cultura, que podríamos identificar con el desarrollo de la subjetividad individualista en el seno de un estado político autoritario. (Es una caracterización muy vaga, a su vez; en la Fenomenología parece identificarse con la era de la modernidad temprana de los siglos XVII-XVIII, aunque fechas no hay en esta obra—y sin embargo esta misma relación del sujeto al poder y al discurso público parece que podría darse en otros ámbitos, como por ejemplo en algunos momentos del Imperio romano). Empezamos con una caracterización del poder político en la que la figura de la consciencia que ocupa a Hegel es la del vasallo altivo que da voz a los intereses del estado en forma de consejo, y hace hablar así por su boca a un bien común que no tiene consciencia propia al margen de la ley, o a una dimensión del sujeto que se ha alienado en el Estado. Traduzco de la versión de A.V. Miller / J. N. Findlay: 

§505. Mediante esta alienación, sin embargo, el poder estatal no es una consciencia de sí que se conozca a sí misma en tanto que poder estatal. Es solo su ley, o su en sí mismo, lo que tiene autoridad; no tiene todavía una voluntad particular. Puesto que la consciencia subjetiva que sirve al poder estatal todavía no ha renunciado a su propio puro ser personal, para convertirlo en el principio activo del poder estatal; solo le ha dado a ese poder su mera existencia, solo le ha sacrificado su propia existencia externa a ese poder, no su ser intrínseco. Esta autoconsciencia se considera que está en conformidad con la esencia y se reconoce en tanto que es lo que es intrínsecamente. En ella los otros encuentran la propia esencia de ellos ejemplificada, pero no su propio ser-para-sí (de ellos)—encuentran el pensamiento de ellos, o la pura conciencia, realizado, pero no su individualidad. Por tanto posee autoridad en sus pensamientos y recibe honores. Es el vasallo altivo el que asume un papel activo en pro del poder estatal en la medida en que este último no es una voluntad personal, sino una voluntad esencial; el vasallo que se sabe a sí mismo estimado solo en tanto que goza de ese honor, en la imagen esencial que él tiene en la opinión general, no en la gratitud que le manifieste algún sujeto individual, puesto que él no ha ayudado a ese individuo a gratificar su ser para sí mismo. Su discurso, si se pusiese en relación con el poder estatal que todavía no se ha hecho real, tomaría la forma del consejo, impartido para el bien general.
§506. Al poder estatal, por tanto, todavía le falta una voluntad con la cual oponerse al consejo, y el poder de decidir cuál de las diferentes opiniones es la mejor para el bien general. quevedo espíaNo es todavía un gobierno, y por tanto no es todavía verdaderamente un poder estatal efectivo. El ser-para-sí, la voluntad, que puesto que la voluntad no ha sido sacrificada, es el espíritu interno, separado, de las diferentes clases y "estados" (esto a pesar de su parloteo acerca del 'bien común'), se reserva para sí lo que le conviene a sus propios intereses, y tiene tendencia a convertir este parloteo acerca del bien común en un sustituto de la acción. El sacrificio de la existencia que se da al servicio del estado es de hecho completo cuando llega hasta el extremo de la muerte; pero el riesgo de muerte al cual sobrevive el individuo le deja con una existencia definida y por tanto con un interés propio particular, y esto hace que su consejo acerca de lo que es mejor para el bien general sea ambiguo y se preste a sospechas. Quiere decir que de hecho ha reservado su propia opinión y su propia voluntad particular frente al poder del estado. Su conducta, por tanto, entra en conflicto con los intereses del estado y es característica de la consciencia innoble que siempre está al borde de la rebeldía.
§507. Esta contradicción que debe resolver el ser-para-sí, la de la disparidad entre el ser-para-sí y el poder estatal, se hace a la vez presente de la manera que sigue. Esa renuncia a la existencia, cuando es completa, como en la muerte, es simplemente una renuncia, no retorna a la consciencia; la consciencia no sobrevive a la renuncia, no está en y para sí misma, sino que meramente pasa a su opuesto sin reconciliación. Por consiguiente, el auténtico sacrificio del ser-para-sí es únicamente aquel en el cual se entrega tan completamente como en la muerte, pero sin embargo en esta renuncia se conserva a sí mismo. Así se vuelve efectivamente lo que es en sí mismo, se vuelve la unidad idéntica de sí mismo y de su yo opuesto. El Espíritu interno separado, el sujeto personal como tal, habiéndose expuesto y habiendo renunciado a sí mismo, eleva a la vez al poder estatal a la posición de tener una identidad personal propia. Sin esta renuncia a la personalidad, los actos de honor, las acciones de la consciencia noble, y los consejos basados en su penetración intelectual mantendrían la ambigüedad que posee esa reserva privada de intenciones particulares y de voluntad personal.
(En lo que precede Hegel ha especificado el "desdoblamiento" del sujeto que se produce en tanto que este renuncia a expresar sus propios intereses y se convierte en portavoz de los intereses políticos colectivos, del "bien general". Como vemos, se prepara el terreno para que ese discurso sobre el bien general se presente de una manera un tanto desvinculada de la personalidad cotidiana o "interesada" de su autor—y por tanto ese discurso puede aparecer ya sea anónimamente, como un discurso autónomo, pseudónimamente, o bajo el nombre del propio autor, con el riesgo que supone el hacer al sujeto individual garante de la respetabilidad del discurso. Puede presentarse el autor como probo ciudadano, o como académico y miembro de una institución prestigiosa, o amparado bajo la dedicatoria a un personaje de respetabilidad pública indiscutible. En el siguiente parágrafo, Hegel recalca en todo caso la importancia de que el discurso político del sujeto se presenta en tanto que lenguaje, separado del cuerpo y presencia física del propio sujeto—o, podríamos decir, separando al autor implícito o autor textual del autor de carne y hueso que ha juntado efectivamente las letras. Es, evidentemente, un discurso escrito—la mejor manera de "renunciar a estar presente" y a la vez "estar presente").

§508. Pero la alienación tiene lugar únicamente en el lenguaje o discurso, que aparece aquí con su significación característica. En el mundo del orden ético, en la ley y en el mando, y en el mundo efectivo, en el mero consejo, el lenguaje tiene la esencia de su contenido y es la forma de ese contenido; pero aquí tiene por contenido la forma misma, la forma que el lenguaje mismo es, y tiene autoridad en tanto que lenguaje o discurso. Es el poder del habla, en tanto que es lo que lleva a cabo lo que hay que llevar a cabo. Porque es la existencia real del puro sujeto como sujeto; en el lenguaje, la consciencia de sí, en tanto que individualidad independiente separada, llega como tal a la existencia, de forma que existe para otros. De otro modo el "yo", este puro "yo", es inexistente, no está allí; en cualquier otra expresión está inmerso en la realidad, y está en una forma de la que puede retirarse a sí mismo; se refleja a sí mismo a partir de su acción, además de su expresión fisiognómica, y se disocia a sí mismo de una existencia tan imperfecta, en la que siempre hay a la vez demasiado y demasiado poco, haciendo que quede atrás sin vida. El lenguaje o discurso, sin embargo, lo contiene en su pureza, solo él expresa al "yo", al "yo" mismo. Esta existencia real del "yo" es, en tanto que existencia real, una objetividad que tiene la naturaleza auténtica del "yo". El "yo" es este "yo" particular—pero igualmente el "yo" universal; su manifestación es asimismo a la vez la externalización y la desaparición de este "yo" particular, y como resultado de esto, el "yo" permanece en su universalidad. El "yo" que se enuncia a sí mismo es oído o percibido; es una infección en la cual ha pasado inmediatamente a formar una unidad con aquellos para quienes es una existencia real, y es una autoconsciencia universal. Que es percibido u oído significa que su existencia real se extingue; esta su otredad ha sido reasumida en sí mismo, y su existencia real es solo ésta: que en tanto que es un Ahora autoconsciente, en tanto que existencia real, no es una existencia real, y por medio de esta desaparición es una existencia real. Este desaparecer es por tanto en sí mismo, a la vez, su permanencia; es su propio conocerse a sí mismo, y su conocerse a sí mismo en tanto que un sujeto que ha pasado a otro sujeto que ha sido percibido y es universal.
Bien, espero que a través de las nieblas teutónicas puedan reconocerse algunas de las condicionantes que identifica Booth en el tipo de subjetividad textual que es el autor implícito. Hay que señalar que Hegel en ningún momento habla de obras de ficción específicamente, pero que tampoco Booth restringe el autor implícito a obras de ficción—aunque emerge de modo más nítido como un sujeto textual diferenciado—en la ficción, especialmente cuando va disociado de una voz narrativa claramente ficticia y no fiable. Hay que señalar esta ambigüedad en la expresión "autor implícito": el autor implícito puede estar en Booth ampliamente visible, presente y explícito— lo llamamos el autor sin más, y paradójicamente solo se hace necesario conceptualizarlo y darle un nombre cuando aparece como un sujeto textual entre muchos, más en concreto cuando aparece implícitamente —entre líneas, como contrapartida al discurso de un narrador no fiable. Este es el segundo sentido de la implicitud o implicaciíon del autor (de hecho muchos en español lo llaman autor implicado, y Booth no emplea la palabra implicit author sino implied author, que puede sugerir ambos tipos de relación, implicitud e implicación). 

La disociación entre el sujeto individual y el sujeto textual a que alude Hegel puede tener muchas dimensiones diferentes: una es como decimos la disociación entre el discurso escrito como objeto, frente al emisor—separando el cuerpo del lenguaje y de esos molestos aditamentos fisiognómicos que a la vez dicen (dice Hegel) "demasiado y demasiado poco". Por otra parte, mediante la escritura, se asegura que tras la muerte del autor (el "sacrificio supremo") el autor siga vivo, en tanto que autor implícito. Hay que extrañarse un poco, por tanto, de que Hegel no explicite más la importancia de la escritura, en concreto, en esta autoobjetivación del yo, y que hable simplemente de un discurso externalizado. En fin, para externalización, la escritura. Toda convención discursiva, decíamos, supone también una externalización, objetivación y universalización relativa del yo: el atenerse a las convenciones del diálogo platónico, de la Utopía, de la carta pública, del ensayo incluso, aunque aquí las convenciones se relajan. Otra dimensión de la autoobjetivación no mencionada por Hegel, pero muy importante para el análisis y el concepto de Booth, es la ficcionalidad. La convención de la ficcionalidad, desde la tenue del roman à clef hasta otras más densas—la ficción realista, la filosófica, la ciencia ficción o la fantasía....—sirve para disociar efectivamente al sujeto personal y al sujeto escribiente, y para hacer hablar al sujeto textual de modo acorde a las reglas del juego, o del género. Seguirá expresando sus valores, sus prioridades y actitudes, pero siempre que se introduce una convención se introduce un determinado filtro, o una modulación, en la que el sujeto es uno mismo y a la vez se transforma en eso que Booth llamó (por fin nombrándolo de modo explícito) un autor implícito:

El autor implícito (el 'segundo yo' del autor).— Incluso la novela en la que no hay narrador dramatizado crea una imagen implícita de un autor que está tras las bambalinas, ya sea como director de la función, como marionetista, o como un Dios indiferente, arreglándose las uñas en silencio. Este autor implícito es siempre diferente del "hombre real"—sea quien sea que creamos que es—que crea una versión superior de sí mismo, un "segundo yo", a la vez que crea su obra. (151).